# David Gleeson
David Gleeson (Queensland, 2 februari 1978) is een golfprofessional  uit Australië. 

## Amateur
Gleesons belangrijkste overwinning als amateur was het Australisch Amateur. In 1996 maakte hij deel uit van het team dat de Eisenhower Trophy in Manilla won.

### Gewonnen
- Australisch Amateur

### Teams
- Eisenhower Trophy: 1996

## Professional
Gleeson werd in 1998 professional en speelt sinds 1999 op de Aziatische PGA Tour. Dat wqas in het begin geen succes, zodat hij veel in Australië speelelde. In 2002 behaalde hij zijn eerste van drie overwinningen op de Aziatische Tour, maar hij bleef onzeker. Hij veranderde (te) vaak zijn swing en zijn stokken, en kon zijn draai niet vinden. Pas in 2007 had hij weer een volle spelerskaart, en in 2008 kwam eindelijk zijn tweede overwinning, waarbij hij vanaf ronde 1 aan de leiding stond. Hij is inmiddels getrouwd en heeft een kind. Dit heeft hem rust gegeven, hij is ook getalenteerd pianospeler.

## Gewonnen
- 2002: Volvo China Open
- 2008: Macau Open
- 2011: Hero Indian Open